# Harris County (Georgia)
Das Harris County ist ein County im Bundesstaat Georgia der Vereinigten Staaten. Der Verwaltungssitz (County Seat) ist Hamilton, benannt nach James Hamilton Jr., einem Gouverneur aus South Carolina.

## Geographie
Das County  im Westen von Georgia, grenzt an Alabama und hat eine Fläche von 1225 Quadratkilometern, wovon 24 Quadratkilometer Wasserfläche sind und grenzt im Uhrzeigersinn an folgende Countys: Troup County, Meriwether County, Talbot County und Muscogee County.
Das County ist Teil der Metropolregion Columbus.

## Geschichte
Harris County wurde am 14. Dezember 1827 als 71. County von Georgia aus Teilen des Muscogee County und des Troup County gebildet. Benannt wurde es nach Charles Harris, einem Juristen und Bürgermeister von Savannah.

## Demografische Daten
Laut der Volkszählung von 2010 verteilten sich die damaligen 32.024 Einwohner auf 11.823 bewohnte Haushalte, was einen Schnitt von 2,67 Personen pro Haushalt ergibt. Insgesamt bestehen 13.397 Haushalte.
78,4 % der Haushalte waren Familienhaushalte (bestehend aus verheirateten Paaren mit oder ohne Nachkommen bzw. einem Elternteil mit Nachkomme) mit einer durchschnittlichen Größe von 3,04 Personen. In 35,8 % aller Haushalte lebten Kinder unter 18 Jahren sowie in 26,0 % aller Haushalte Personen mit mindestens 65 Jahren.
26,4 % der Bevölkerung waren jünger als 20 Jahre, 20,7 % waren 20 bis 39 Jahre alt, 32,6 % waren 40 bis 59 Jahre alt und 20,4 % waren mindestens 60 Jahre alt. Das mittlere Alter betrug 42 Jahre. 49,9 % der Bevölkerung waren männlich und 50,1 % weiblich.
79,3 % der Bevölkerung bezeichneten sich als Weiße, 17,2 % als Afroamerikaner, 0,3 % als Indianer und 0,9 % als Asian Americans. 0,8 % gaben die Angehörigkeit zu einer anderen Ethnie und 1,5 % zu mehreren Ethnien an. 2,7 % der Bevölkerung bestand aus Hispanics oder Latinos.
Das durchschnittliche Jahreseinkommen pro Haushalt lag bei 69.060 USD, dabei lebten 8,7 % der Bevölkerung unter der Armutsgrenze.

## Kultur und Sehenswürdigkeiten

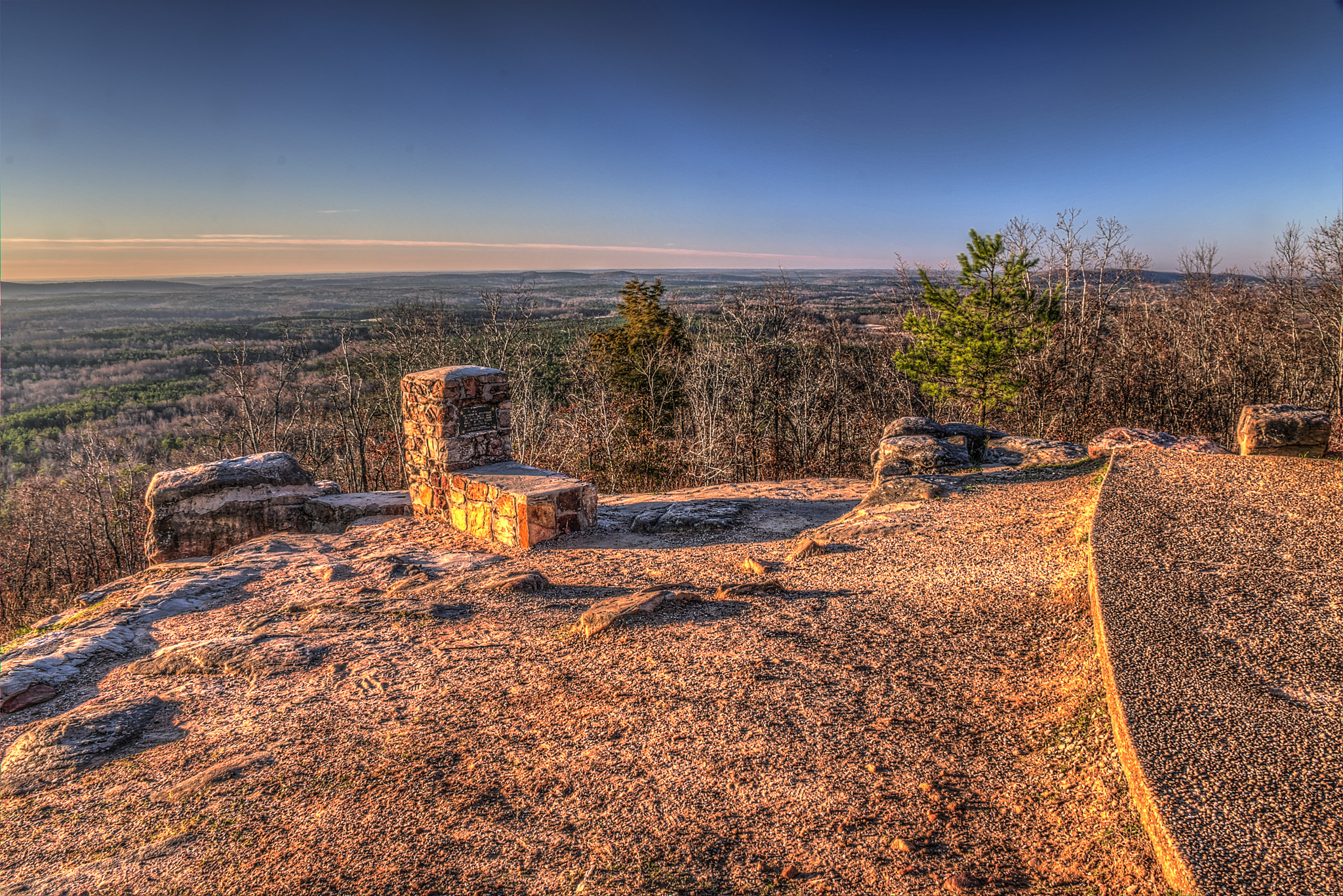
Dowdell’s Knob im F. D. Roosevelt State Park (2017). Dieser State Park ist nach Präsident Franklin Delano Roosevelt benannt, der im nahegelegenen Warm Springs regelmäßig auf Kur wegen seiner Polio-Erkrankung war. Sein favorisierter Aussichtspunkt bei Ausflügen in der Umgebung war der Dowdell’s Knob. Der State Park wurde im September 1997 als Historic District in das NRHP eingetragen. Im gleichen Monat erhielt ein Teil des State Parks den Status eines National Historic Landmarks zuerkannt.

16 Bauwerke, Stätten und Historic Districts („historische Bezirke“) im Harris County sind im National Register of Historic Places („Nationales Verzeichnis historischer Orte“; NRHP) eingetragen (Stand 13. Januar 2024), wobei der auch als F. D. Roosevelt State Park bekannte Pine Mountain State Park den Status eines National Historic Landmarks („Nationales historisches Wahrzeichen“) hat.

## Orte im Harris County
Orte im Harris County mit Einwohnerzahlen der Volkszählung von 2010:
Cities:
- Hamilton (County Seat) – 1016 Einwohner
- Shiloh – 445 Einwohner
- West Point – 3474 Einwohner

Towns:
- Pine Mountain – 1304 Einwohner
- Waverly Hall – 735 Einwohner